# Clermontia grandiflora
Clermontia grandiflora là loài thực vật có hoa trong họ Hoa chuông. Loài này được Gaudich. mô tả khoa học đầu tiên năm 1829.